# Politiken Cup
Politiken Cup er en international skakturnering som er afholdt hvert år siden 1979 i Danmark. Siden 2007 er turneringen afholdt på konferencecentret Konventum i Helsingør.
Det er nu Danmarks største og stærkeste skakturnering.
Turneringen spilles efter schweizersystemet med alle deltagere uanset spillestyrke i én stor gruppe. Der er de fleste år spillet 10 runder, og der er mulighed for at lave normer til at opnå skaktitler (stormester og andre lavere titler), hvilket normalt sker hvert år. Fra 2004 er slutplaceringerne afgjort ved korrektion for spillere med lige mange point. Før da deltes placeringerne.
Foriden hovedturneringen er der et antal sideløbende, mindre arrangementer, som f.eks foredrag, simultanskak, lynturnering og børneturnering.

## Resultater
| År   | Deltagere | Runder | Spillested                | Vinder                                                   | Andenplads                                                                             | Tredjeplads                                                                            | Noter         |
| ---- | --------- | ------ | ------------------------- | -------------------------------------------------------- | -------------------------------------------------------------------------------------- | -------------------------------------------------------------------------------------- | ------------- |
| 2014 | 313       | 10     | Helsingør                 | Xiangzhi Bu                                              | Gawain C.B. Jones                                                                      | Maxim Matlakov                                                                         | [ 3 ]         |
| 2013 | 309       | 10     | Helsingør                 | Parimarjan Negi                                          | Ivan Cheparinov                                                                        | Romain Édouard                                                                         | [ 4 ]         |
| 2012 | 292       | 10     | Helsingør                 | Ivan Cheparinov                                          | Ivan Sokolov                                                                           | Jonny Hector                                                                           | [ 5 ]         |
| 2011 | 311       | 10     | Helsingør                 | Igor Kurnosov                                            | Julian Radulski                                                                        | Boris Savchenko                                                                        | [ 6 ]         |
| 2010 | 291       | 10     | Helsingør                 | Pavel Eljanov                                            | Maxim Rodshtein                                                                        | Konstantin Landa                                                                       | [ 7 ]         |
| 2009 | 307       | 10     | Helsingør                 | Parimarjan Negi                                          | Boris Avruk                                                                            | Vladimir Malakhov                                                                      | [ 8 ]         |
| 2008 | 280       | 10     | Helsingør                 | Sergey Tiviakov                                          | Vladimir Malakhov                                                                      | Yurij Kuzubov                                                                          | [ 9 ]         |
| 2007 | 281       | 10     | Helsingør                 | Michal Krasenkow                                         | Emanuel Berg                                                                           | Gabriel Sargissian                                                                     | [ 10 ] [ 11 ] |
| 2006 | 260       | 9      | Høje Taastrup             | Vadim Malakhatko                                         | Nigel Short                                                                            | Jonny Hector                                                                           | [ 12 ] [ 13 ] |
| 2005 | 211       | 10     | Høje Taastrup             | Konstantin Sakeev                                        | Viktor Korchnoi                                                                        | Anton Shomoev                                                                          | [ 14 ]        |
| 2004 | 244       | 10     | Høje Taastrup             | Darmen Sadvakasov                                        | Leif Johannessen                                                                       | Nick de Firmian                                                                        | [ 2 ]         |
| 2003 | 241       | 11     | Nørrebrohallen, København | Krishnan Sasikiran                                       | 2-6: Alexander Beliavsky, Luke McShane, Michail Krasenkow, Artur Jussupow, Tomi Nybäck | 2-6: Alexander Beliavsky, Luke McShane, Michail Krasenkow, Artur Jussupow, Tomi Nybäck | [ 15 ]        |
| 2002 | 194       | 11     | Nørrebrohallen, København | 1-3: Sergey Tiviakov, Alexander Beliavsky, Ruben Felgaer | 1-3: Sergey Tiviakov, Alexander Beliavsky, Ruben Felgaer                               | 1-3: Sergey Tiviakov, Alexander Beliavsky, Ruben Felgaer                               | [ 16 ]        |